# Umhängekeyboard

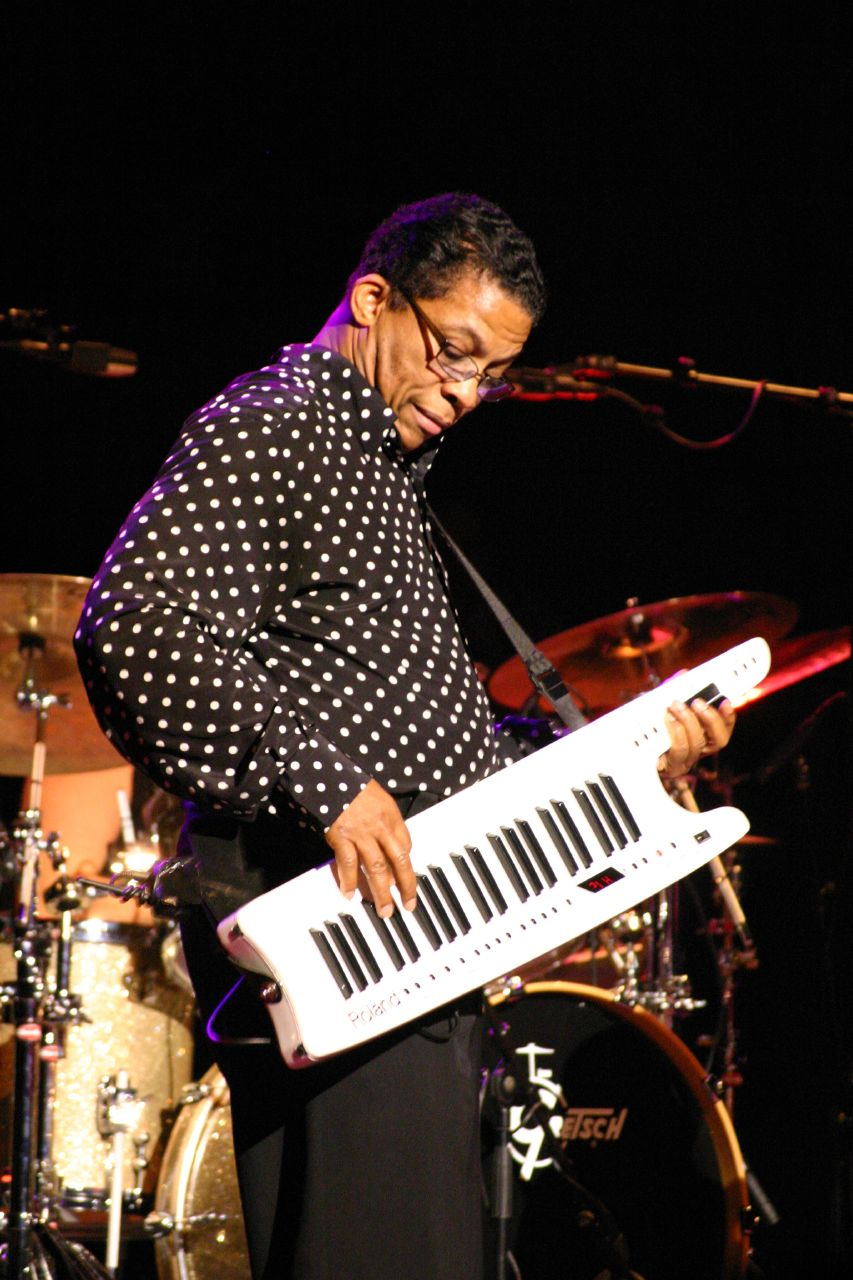
Herbie Hancock mit Roland AX-7, 2006

Ein Umhängekeyboard oder eine Keytar (Kofferwort aus engl. keyboard und guitar) ist ein Keyboard oder Synthesizer mit einem Schultergurt. Es wird im Gegensatz zum Gitarrensynthesizer über Tasten bedient. Der Keyboarder kann sich im Gegensatz zum stationären Bühnenaufbau frei auf der Bühne bewegen. Das Umhängekeyboard wird in der Regel mit nur einer Hand gespielt. Einige Modelle bieten spezielle Controller am Hals des Instrumentes, um Parameter für Pitch-Bender, Modulation oder Effekte zu verändern.

## Geschichte
Frühe Vorläufer des Umhängekeyboards waren das 1795 von Carl Leopold Rölling entwickelte Hammerklavier Orphica. Von 1963 bis 1969 wurde das Basset von Weltmeister in der DDR produziert.
In den 1970er-Jahren wurden gelegentlich Mini-Moog-Synthesizer mit Gurten, ähnlich einem Akkordeon, getragen. Aus dieser Tradition heraus kam 1980 mit dem Moog Liberation das erste vollwertige Umhängekeyboard auf den Markt.
In den 1980ern kamen weitere Modelle auf den Markt, die vor allem im Synthiepop, New Wave und in der Neuen Deutschen Welle ihren Einsatz fanden. Auch im Progressive Rock und im Glam Metal war das Umhängekeyboard sehr populär. Das Modell „AX-1“ und sein Nachfolger „AX-7“ der Firma Roland – beides reine Masterkeyboards – waren, bzw. sind immer noch weit verbreitet. Seit den 1990er-Jahren ist die Nachfrage nach Umhängekeyboards stark zurückgegangen. Als einziger etablierter Hersteller führt nur Roland Corporation seine AX-Serie konsequent fort.

## Modelle (Auswahl)
- 1963 – Weltmeister „Basset“
- 1966 – Joh Mustad „Tubon“
- 1977 – Hillwood Rockeyboard RB-1
- 1979 – PMS Syntar
- 1980 – Davis Clavitar
- 1980 – Powell Probe
- 1980 – Royalex by Probe
- 1980/81 – Moog Liberation
- 1982 – Roland SH-101 b

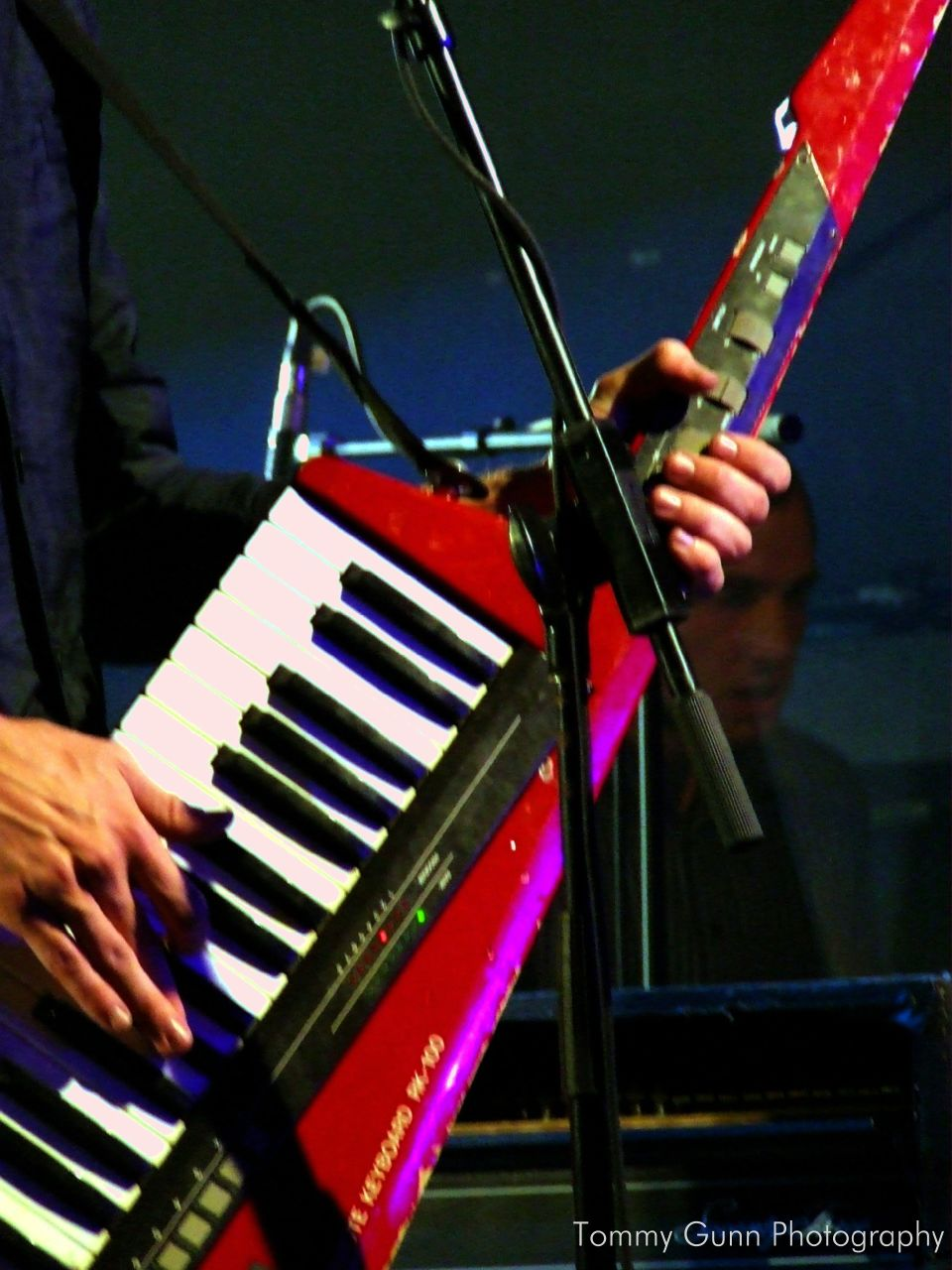
Korg RK-100

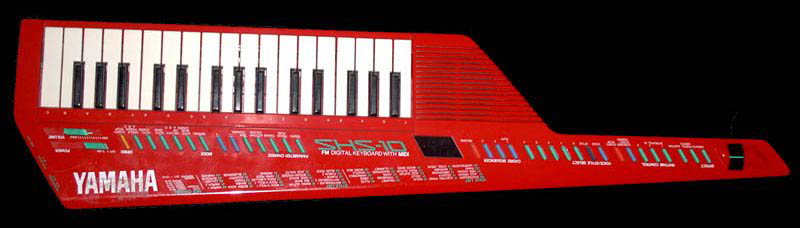
Yamaha SHS-10

- 1982 – Sequential Circuits Remote Prophet
- 1982 – Yamaha CS01 a
- 1983 – Korg Poly 800 a
- 1983 – Yamaha KX1
- 1984 – Korg RK-100
- 1984 – Yamaha KX5
- 1984 – Casio CZ-101 a
- 1985 – Casio CZ-1000 a
- 1985 – Yamaha DX100 a
- 1985 – Roland Axis
- 1985 – The Lync
- 1986 – Casio AZ-1
- 1986 – Siel DK70 b
- 1987 – Yamaha SHS-10
- 1987 – Korg 707
- 1988 – European Technology Lync LN-4
- 1988 – Yamaha SHS-200
- 1989 – Formanta Mini (Форманта Мини)
- 1990 – European Technology Lync LN-1000
- 1991 – Murom Junost-21
- 1992 – Roland AX-1
- 1992 – Roland AX-1B
- 1993 – Novation BassStation a
- 2000 – LAG Le Key (nur 172 Exemplare gebaut)
- 2001 – Roland AX-7
- 2007 – Zen Riffer Solo Axe
- 2008 – Behringer UMA25S a
- 2009 – Stoneboard
- 2009 – Politrep
- 2009 – Roland AX-Synth
- 2010 – Roland AX-09
- 2012 – Alesis Vortex
- 2014 – Korg RK-100S
- 2014 – Alesis Vortex Wireless
- 2018 – Alesis Vortex Wireless 2
- 2018 – Roland AX-Edge
- unbekannt – Baldoni Midi Accord

## Bekannte Umhängekeyboard-Spieler
- Thomas Anders
- Ayame
- Matthew Bellamy
- Casey Benjamin
- Chick Corea
- Thomas Dolby
- Geoff Downes
- George Duke
- Christian Dzida
- Keith Emerson
- En Esch
- Donald Fagen
- Uwe Fahrenkrog-Petersen
- Lady Gaga
- Joachim Garraud
- Jan Hammer
- Herbie Hancock
- Paul Hardcastle
- Imogen Heap
- Jean-Michel Jarre
- Howard Jones
- Scott Klopfenstein
- Tetsuya Komuro
- Simon Kvamm
- Ryan Leslie
- Chris Lowe
- Manfred Mann
- Patrick Moraz
- Greg Phillinganes
- Prince
- Jordan Rudess
- Todd Rundgren
- Marcus Schinkel
- Dave Stewart
- Justin Timberlake
- Rick Wakeman
- Janne Wirman
- Gary Wright
- Weird Al Yankovic